# Sinan-paša Hrvat
Sinan-paša Hrvat (tur. Sinan Paşa, Sinanüddin Yusuf Paşa) (u. 21. prosinca 1553.) je bio admiral mornarice Osmanskog Carstva. Iz hrvatske je obitelji.,  Brat je Rustem-paše Hrvata, osmanskog generala i državnika.
Naslijedio ga je na funkciji admirala 1553. godine Pijale-paša Hrvat.
Na dužnost admirala osmanske mornarice (kapudan-paša) postavio ga je njegov brat 1550. godine. Unatoč tome, francuski putopisac Nicolas de Nicolay opisuje Rustemov prijezir prema članovima vlastite obitelji koje je ostavio kao prosjake na istanbulskim ulicama nakon što su ga došli posjetiti. Čak je i vlastitoga oca prepustio krajnjoj bijedi i siromaštvu.